# Боатенг, Ричард
Ричард Кисси Боатенг (англ. Richard Kissi Boateng; 25 ноября 1988, Кумаси, Гана) — ганский футболист, защитник. Выступал в национальной сборной Ганы.

## Карьера

### Клубная
Ричард начал заниматься футболом в детской команде «Сэйнт Страс». В 2005 году он перешёл в «Либерти Профешионалс», за который выступал в течение пяти сезонов.
В июле 2010 ганец перешёл в ливийский «Аль-Иттихад», однако уже в сентябре 2011 возвратился в Гану, заключив контракт с «Берекум Челси». Ричард принимал участие в матчах Лиги чемпионов КАФ 2012. В игре группового этапа против египетского «Аль-Ахли» Боатенг уже на 45 минуте встречи был удалён с поля за два предупреждения, а его команда пропустила в меньшинстве ещё два мяча и проиграла 1:4.
16 января 2013 года Ричард подписал контракт с конголезским клубом «ТП Мазембе» сроком на пять лет. 16 марта того же года защитник дебютировал в составе клуба из Киншасы в Лиге чемпионов КАФ против ботсванского «Мочуди Сентр Чифс». За два сезона в конголезской команде Боатенг дважды выиграл чемпионат ДР Конго.

### В сборной
16 января 2012 года Боатенг был впервые вызван в состав сборной Ганы на два матча квалификации к чемпионату мира в Бразилии против сборных Лесосто и Замбии. Однако дебютировать в составе «чёрных звёзд» Ричарду удалось только в начале 2013 года в товарищеской встрече со сборной Египта.
Защитник был включён в заявку своей сборной на Кубок африканских наций 2013. На турнире Ричард принял участие только во встрече за третье место против сборной Мали
| Матчи Ричарда Боатенга за сборную Ганы | Матчи Ричарда Боатенга за сборную Ганы | Матчи Ричарда Боатенга за сборную Ганы  | Матчи Ричарда Боатенга за сборную Ганы | Матчи Ричарда Боатенга за сборную Ганы | Матчи Ричарда Боатенга за сборную Ганы | Матчи Ричарда Боатенга за сборную Ганы                  |
| №                                      | Дата                                   | Место проведения                        | Соперник                               | Счёт                                   | Голы                                   | Соревнование                                            |
| -------------------------------------- | -------------------------------------- | --------------------------------------- | -------------------------------------- | -------------------------------------- | -------------------------------------- | ------------------------------------------------------- |
| 1                                      | 10 января 2013                         | Стадион Аль Нахьян, Абу-Даби, ОАЭ       | Египет                                 | 3:0                                    | —                                      | Товарищеский матч                                       |
| 2                                      | 13 января 2013                         | Баба Яра Стэдиус, Кумаси, Гана          | Тунис                                  | 4:2                                    | —                                      | Товарищеский матч                                       |
| 3                                      | 9 февраля 2013                         | Нельсон Мандела Бэй, Порт-Элизабет, ЮАР | Мали                                   | 3:1                                    | —                                      | Кубок африканских наций 2013                            |
| 4                                      | 24 марта 2013                          | Баба Яра Стэдиус, Кумаси, Гана          | Судан                                  | 4:0                                    | —                                      | Чемпионат мира по футболу 2014 (отборочный турнир, КАФ) |
| 5                                      | 7 июня 2013                            | Стадион Аль-Меррейх, Омдурман, Судан    | Судан                                  | 3:1                                    | —                                      | Чемпионат мира по футболу 2014 (отборочный турнир, КАФ) |
| 6                                      | 10 сентября 2013                       | Сайтама 2002, Сайтама, Япония           | Япония                                 | 3:1                                    | —                                      | Товарищеский матч                                       |

Итого: 6 матчей / 0 голов; 4 победы, 0 ничьих, 2 поражения.

## Достижения
«ТП Мазембе»
- Чемпион ДР Конго (2): 2013, 2013/14